# مدنیه (استان الجزایر)
مدنیه (به عربی: المدنية) یک شهرداری در الجزایر است که در استان الجزیره واقع شده‌است.